# Конрад, Бранислав
Бранислав Конрад (словац. Branislav Konrád; род. 10 октября 1987, Нитра) — словацкий хоккеист, вратарь.

## Карьера

### Клубная
Выступал в чемпионате Словакии за «Нитру» и «Слован» (в составе последнего выиграл в 2012 году чемпионат Словакии), в 2008 году в Белорусской Экстралиге выступал за «Металлург» из Жлобина.

### В сборной
В сборной сыграл 5 игр. В молодёжной сборной выступал на чемпионате мира 2005 года, в основной играл на чемпионате мира 2007 года.

## Достижения
- Медаль Президента Словацкой Республики (1 января 2023 года)[2]